# لوومیلناسیپران
لوومیلناسیپران(به انگلیسی: Levomilnacipran) (با نام تجاری Fetzima) یک داروی ضد افسردگی است که در سال ۲۰۱۳ در ایالات متحده برای درمان اختلال افسردگی عمده (MDD) در بزرگسالان تأیید شد. این ماده یک انانتیومر پادساعتگرد از میلناسیپران است، که اثرات مشابه و خواص داروشناختی یکسانی با آن دارد. هر دو به عنوان مهارکننده بازجذب سروتونین–نوراپی‌نفرین (SNRI) شناخته می‌شوند.